# 温泉寺站
温泉寺站，原为溪田铁路四等站，是辽宁本溪的一个车站。建于1939年，现为乘降所。

## 概述
位于辽宁省本溪市本溪满族自治县小市镇，距离本溪站40公里，距田师府站46公里。1952年，溪田线全线通车后，除新建小市站舍和小堡车站，扩建温泉寺站舍外，其余各站站台、站舍、货运设备、行车设备也程度不同地进行改造和扩大。2003年，沈阳铁路局和沈阳跌路分局对本溪地区各单位进行调整，撤销温泉寺站，改为乘降所。